# ホープ (クラトゥのアルバム)
『ホープ』（原題: Hope）は、1977年9月にDaffodil Recordsとキャピトル・レコードからリリースされたカナディアン・プログレッシブ・ロック・バンド、クラトゥのセカンド・アルバム。プロデュースは前作に引き続きテリー・ブラウンが担当。レコーディングにはロンドン交響楽団がオーケストレーションで参加するなど、前作に比べ『サージェント・ペパーズ・ロンリー・ハーツ・クラブ・バンド』に似通った楽器構成のアルバムになっている。
このアルバムは、DUN - アルカンジェロ (Arcangelo) から、2009年12月18日にリマスター+リイシュー版の紙ジャケット仕様（ARC-7323）として再発された。

## 収録曲
| #  | タイトル                                                     | 作詞・作曲                               | 時間 |
| -- | ------------------------------------------------------------ | ---------------------------------------- | ---- |
| 1. | 「ウィアー・オフ・ユー・ノー - "We're Off You Know"」        | ジョン・ウォロシャク                     | 4:02 |
| 2. | 「マッドマン - "Madman"」                                    | ディー・ロング                           | 2:40 |
| 3. | 「宇宙一周8日間の旅 - "Around the Universe in Eighty Days"」 | ロング                                   | 4:59 |
| 4. | 「ロング・リブ・ポリツザニア - "Long Live Politzania"」      | ウォロシャク                             | 9:12 |
| 5. | 「孤独な生命体 - "The Loneliest of Creatures"」              | ウォロシャク                             | 3:45 |
| 6. | 「前奏曲 - "Prelude"」                                       | ウォロシャク、ロング、テリー・ドレーパー | 5:45 |
| 7. | 「ライトハウス・キーパー - "So Said the Lighthouse Keeper"」 | ウォロシャク                             | 5:51 |
| 8. | 「ホープ - "Hope"」                                          | ウォロシャク                             | 4:44 |

前作『クラトゥ』はネズミの鳴き声で終わり、本作はネズミの鳴き声で始まる。各アルバムのカバーアートにはネズミが描かれている。
オリジナルのリリースでは、すべてのクレジットが単に「Klaatu」とされていた。ただし、その後の再発盤やバンドのウェブサイトでは個々の作詞作曲クレジットが記載されている。

## パーソネル
- ディー・ロング (Dee Long) - ボーカル、ピアノ、エレクトリック・ギター、アコースティック・ギター、オルガン、クラヴィネット、ベース、シンセサイザー、マンドリン、スライド・ギター、ハーモニカ、エレクトリック・シタール
- ジョン・ウォロシャク (John Woloschuk) - ボーカル、ギター、ローズ・ピアノ、オートハープ、アコースティック・ギター、ピアノ、オルガン、ポリモーグ、ハーモニウム、エレクトリックピアノ、ピアネット
- テリー・ドレーパー (Terry Draper) - ドラム、タンバリン、トライアングル、パーカッション、ホイッスル

### アディショナル・ミュージシャン
- ロンドン交響楽団

### スタッフ
- テリー・ブラウン (Terry Brown) - プロデュース